# كاستل بولونييزي
كاستل بولونييزي (بالإيطالية: Castel Bolognese)‏ هي بلدية في مقاطعة رافينا في إقليم إميليا رومانيا الإيطالي.

## السكان
في سنة 1861 بلغ عدد السكان 5٬235 نسمة، وتطور العدد ليصل في سنة 2011 لـ 9٬519 نسمة.
يظهر هذا المخطط البياني تطور النمو السكاني لـ كاستل بولونييزي

## أعلام
- إدموندو فابري